# تاج جنوبی
تاج جنوبی یا اِکلیل جنوبی (به انگلیسی: Corona australis) یکی از صور فلکی نیمکره جنوبی آسمان است.

## ستارگان با نام خاص
آلفا تاج جنوبی یک نام خاص به نام آلفکا مریدانا (به انگلیسی: Alfecca Meridiana) که کلمه‌ای هم عربی و هم لاتین است.